# 萨布丽娜·马西亚拉斯
萨布丽娜·马西亚拉斯（英語：Sabrina Massialas，1997年1月22日—），中文名陳海晴，生于旧金山，是一名美国女子击剑运动员，主攻花剑。她的父亲Greg来自希腊，母亲则来自台湾。Greg和哥哥亚历山大也都从事击剑运动。萨布丽娜也正是在父亲Greg开设的击剑俱乐部中开始接触击剑。2015年，她进入聖母大學就读，并加入该校校队参加校际比赛。